# مک‌دانل داگلاس ای‌وی-۸بی هریر ۲
مک‌دانل داگلاس ای‌وی-۸بی هریرII (به انگلیسی: McDonnell Douglas AV-8B Harrier II) یک هواگرد تهاجمی تک موتور از خانواده جت هوایی هریر با توانایی نشستن و برخاستن عمودی است که در نیروی دریایی اسپانیا، نیروی دریایی ایتالیا و سپاه تفنگداران دریایی ایالات متحده آمریکا به کار گرفته می‌شود. این جنگنده محصول مشترک ایالات متحده آمریکا و بریتانیا ( ۴ شرکت مک‌دانل داگلاس، بریتیش ایروسپیس، بوئینگ و بی‌ای‌ئی سیستمز ) است.